# Saint-Éloy-la-Glacière
Saint-Éloy-la-Glacière là một xã ở tỉnh Puy-de-Dôme trong vùng Auvergne-Rhône-Alpes miền trung nước Pháp.